# Ред и закон: Одељење за специјалнe жртве (9. сезона)
Девета сезона серије Ред и закон: Одељење за специјалне жртве је премијерно емитована на каналу НБЦ од 25. септембра 2007. године до 13. маја 2008. године и броји 19 епизода. Девета сезона је емитована уторком увече у 21:00. После освајања награде Златни глобус 2005. године, Мариска Харгитеј је поново ушла у избор за исту награду за свој рад у деветој сезони.

## Продукција
Директор серије и извршни продуцент Нил Бир је био практичнији током девете сезоне ОСЖ-а током писања епизода "Наизменично" и "Овлашћење". Последња епизода у којој је Бир главни сценариста била је епизода седме сезоне "Олуја". Више епизода девете сезоне отворено се бавило расправом о побачају. Чланак из 2008. часописа Дневне вести који је критиковао америчку штампу због избегавања било каквог помињања побачаја под називом Ред и закон: ОСЖ је „један изузетак... спреман да преузме такве ризике“. Ова сезона ОСЖ-а је налетела на обуставу рада америчких сценариста 2007. година, а Нил Бир је био у преговарачком особљу. Пошто је сво сценаристичко особље учествовало у обустави рада, епизоде су престале да се емитују скоро три месеца након епизоде „Незамисливо“ 22. јануара 2008.
Пошто је Џефри Ерб отишао током претходне сезоне, Џорџ Патисон је постао директор фотографије. Када је разговарао о визуелним елементима у 9. сезони, Нил Бир је рекао: „Прошле године смо били превише мрачни. Сад желимо боље осветљење.

## Глумачка постава
Прва епизода "Алтернат" открива да је лик Ричарда Белзера, детектив Џон Манч, положио испит за наредника. Као исход тога, други ликови почињу да га називају наредником Џоном Манчом. Сезона 9 је драматично смањила количину времена која је посвећена Ричарду Белзеру, а наредних сезона ОСЖ је наставио да ради исто. Када је коментарисао смањење свог обима посла, Белзер је рекао да је „помало збуњен” и да је „као да ми пишу рецку сваки пут ако се превише жалим”.
Пред крај сезоне објављено је да Дајен Нил (ПОТ Кејси Новак) напушта главну поставу, а неколико дана касније речено је да је добила отказ из серије. Када је упитана да ли је била заслепљена вестима, Нилова је одговорила: „Не знам да ли је заслепљена права реч... Издржала сам неколико година више од скоро било ког другог ПОТ-а [у универзуму "Ред и закон"]. Сваке године ми је било као 'Хоће ли ово бити оно кад ја одем?'. Дик Волф је познат по томе што редовно мења главну поставу. И истина је да се заиста радујем будућности."
Адам Бич се придружио главној постави као детектив Честер Лејк који се већ два пута појавио у серији. План који је Нил Бир најавио у фебруару 2007. године био је да се детектив сам прикаже као посебна жртва. То се испунило у епизоди „Борба“ која открива да је Лејк био усвојен. Међутим, неколико дана након што је најављен одлазак Дајен Нил, Адам Бич је објавио да он напушта серију. „Веома сам уживао у својих годину дана у серији Ред и закон: ОСЖ“, рекао је Бич. „Сада се радујем новим пустоловинама.

## Улоге
- Кристофер Мелони као Елиот Стаблер
- Мариска Харгитеј као Оливија Бенсон
- Ричард Белзер као Џон Манч
- Дајен Нил као ПОТ Кејси Новак
- Ајс Ти као Фин Тутуола
- Адам Бич као Честер Лејк
- Б. Д. Вонг као др. Џорџ Хуанг
- Тамара Тјуни као др. Мелинда Ворнер
- Ден Флорек као Дон Крејген

## Епизоде
| Бр. у серији | Бр. у сезони | Наслов           | Редитељ           | Сценариста            | Премијерно емитовање | Прод. код | Гледаоци у САД-у (милиони) |
| --- | ------------ | ---------------- | ----------------- | --------------------- | -------------------- | --------- | -------------------------- |
| 184 | 1            | "Алтернат"       | Дејвид Плат       | Нил Бир и Дон ДеНун   | 25. септембар 2007.  | 0903      | 12.10                      |
| Жена која мења пет различитих личности осумњичена је да је повредила своју ћерку. Истрага наилази на почетни отпор њеног психијатра. Када је женина сестра пуштена из затвора, њихови родитељи су пронађени побијени следећег дана, а њих две постају главне осумњичене. |              |                  |                   |                       |                      |           |                            |
| 185 | 2            | "Утеловљење"     | Питер Лето        | Пол Грелонг           | 2. октобар 2007.     | 0904      | 11.66                      |
| Девојка која игра игрице виртуелног света је нестала. Откривено је да њен дечко, осумњичени у случају, пати од сексомније због које је покушао да силује њену сестру. У покушају да пронађу девојку, детективи Бенсонова и Стаблер користе њено утеловљење да уђу у траг њеном отмичару. |              |                  |                   |                       |                      |           |                            |
| 186 | 3            | "Нагао"          | Дејвид Плат       | Џонатан Грин          | 9. октобар 2007.     | 0901      | 12.19                      |
| Законски случај силовања против наставнице средње школе је покренут након што је откривен трипер код једног од њених ученика. Професорка покушава тајно да побаци што је разбеснело њеног мужа и због чега је оптужена за уништавање доказа. Међутим, након пажљивијег посматрања ученика, ОСЖ схвата да је он сексуални зависник који ангажује проститутке, фотошопира оскудно одевене жене и често се самозадовољава. Он признаје да је силовао своју професорку и након што му је дијагностикован поремећај присилног сексуалног понашања, он је послат на клинику за рехабилитацију. Стање се променило када је једну ученицу силовао много старији сексуални преступник после чега су откривени стални проблеми на клиници и одбрану неурачунљивошћу. |              |                  |                   |                       |                      |           |                            |
| 187 | 4            | "Научник"        | Кејт Вудс         | Џудит Мекрери         | 16. октобар 2007.    | 0905      | 12.54                      |
| Владин агент открива да је његова ћерка која има Вилијамсов синдром једина сведокиња дивљачког премлаћивања његове жене. Иако истрагу омета човекова надређена, детективи Бенсонова и Стаблер и ПОТ Новак раде са његовом ћерком на реконструкцији ноћи када се премлаћивање догодило. Њено сведочење може да открије једног осумњиченог који такође има умно поремећеног сина и да укључи његовог старијег сина. |              |                  |                   |                       |                      |           |                            |
| 188 | 5            | "Нежност"        | Питер Лето        | Џош Сингер            | 23. октобар 2007.    | 0902      | 12.17                      |
| Детективи истражују убадање наставнице приватне школе са смртним исходом која је добровољно радила у рехабилитационом центру за жртве. Наставница је радила са Ирачанином чија је прича помогла у откривању неке војне тајне. Истрага доводи до лекарке која ради за приватне војне извођаче који се усредсређују на технике испитивања. Мелинда Ворнер покушава да повуче своју лекарску дозволу због кршења Хипократове заклетве. |              |                  |                   |                       |                      |           |                            |
| 189 | 6            | "Под утицајем"   | Дејвид Плат       | Џонатан Грин          | 6. новембар 2007.    | 0906      | 11.75                      |
| Студент је пронађен убијен у нападу који носи обележја злогласног низног убице. Детективи Бенсонова и Стаблер испитују убицу и откривају његове одане следбенике међу којима је и стрип-цртач који велича убиства. Када је последња особа која је видела жртву живу нестала, детективи је траже мислећи да ће она постати следећа жртва. Бенсонова се такође налази у опасности када се обожаваоци свете због истраге. |              |                  |                   |                       |                      |           |                            |
| 190 | 7            | "Слепило"        | Дејвид Плат       | Џонатан Грин          | 13. новембар 2007.   | 0909      | 12.49                      |
| Детектив Стаблер је нападнут и привремено ослепљен док је хапсио злостављача деце који пати од шизофреније. Узнемирена оним што је урађено њеном ортаку, детективка Бенсон покушава да минира њујоршки случај против тог човека и уместо тога га стави на смртну казну у Луизијани. Због сопственог сукоба користи, ПОТ Новак покушава да изокрене правила у супротном смеру и да човека ослободи. Стање је решено када је окружни тужилац подсетио Новакову да је погубљење психијатријског болесника незаконито и запретио јој је да ће јој одузети дозволу ако не буде гласница тужилаштва. Шизофреничарк је послат у њујоршку психијатријску болницу, а Бенсонова је признала да јој је мешање умало изазвало подбачај правде. |              |                  |                   |                       |                      |           |                            |
| 191 | 8            | "Борба"          | Хуан Џ. Кампанела | Мик Бетанкорт         | 20. новембар 2007.   | 0907      | 11.66                      |
| Свирепо убиство води детективе у опасан свет недозвољених мешовитих борилачких вештина. Детектив Лејк открива два проблематична брата који су били у хранитељским породицама. Браћа признају да им је речено да силују девојку како би ушли у клан. Случај постаје тежи када је вођа клана и главни осумњичени случајно смрвљен на смрт у мрвилици за ђубре, а један од браће лаже да би заштитио другог. |              |                  |                   |                       |                      |           |                            |
| 192 | 9            | "Очинство"       | Кејт Вудс         | Аманда Грин           | 27. новембар 2007.   | 0910      | 12.29                      |
| Убиство дадиље једног дечака наводи детективе Бенсонову и Стаблера да посумњају у њену интернет љубавну везу „Казанову“. Међутим, послодавци дадиље убрзо упадају у невоље када је отац сазнао да његов син није његов. Стаблерова породица доживљава трагедију, а његово нерођено дете долази у озбиљну опасност пошто су Бенсонова и Кети повређене у саобраћајној несрећи. |              |                  |                   |                       |                      |           |                            |
| 193 | 10           | "Цинкарош"       | Џонатан Каплан    | Марк Гофман           | 4. децембар 2007.    | 0908      | 11.72                      |
| Детективи Бенсонова и Стаблер истражују када је жена доушника пронађена мртва. Откривено је да је мушкарац нигеријски полигамиста са неколико живих жена од којих једна није Нигеричанка. Бенсонова и Стаблер сумњају да је културни обичај тог човека можда био узрок убиства његове жене када су пронашли интернет-страницу која открива могуће сведоке злочина за који је сведочио. Нова шефица Бироа за убиства и ПОТ мора да покуша да спречи распад случаја пошто муж одбија да сведочи против убице дечака. |              |                  |                   |                       |                      |           |                            |
| 194 | 11           | "Уличари"        | Хелен Шејвер      | Пол Грелонг           | 1. јануар 2008.      | 0911      | 12.35                      |
| Чланови одељења ОСЖ-а су позвани када је богата девојка у пубертету пронађена убијена у Централном парку. Сумња убрзо пада на "родитеље" у уличној породици бескућника. Млада девојка пристаје да да податке о њима Бенсоновој и Стаблеру у замену за храну, али убрзо је пронађена убијена. |              |                  |                   |                       |                      |           |                            |
| 195 | 12           | "Потпис"         | Артур В. Форни    | Џудит Мекрери         | 8. јануар 2008.      | 0912      | 15.17                      |
| Детективи Бенсонова и Лејк истражују двоструко убиство у коме је мушкарац упуцан, а жена силована и избодена. Убрзо се повезују са посебном агенткињом Купер која прати низног убицу и сексуалног мучитеља познатог као "Дворсман". Преко Вудсманове тетке, они су успели да сазнају где су његове најновије жртве. Полиција спасава измучену жену, али она подлеже повредама током лечења. Трагично искушење постаје случај против осветника када је ОСЖ открио да је низни убица већ мртав и да је он заправо мушка жртва откривена са раном од ватреног оружја. |              |                  |                   |                       |                      |           |                            |
| 196 | 13           | "Безбожник"      | Дејвид Плат       | Џош Сингер            | 15. јануар 2008.     | 0913      | 12.14                      |
| Сексуални напад на дечака јевреја привлачи пажњу Манча и Стаблера. Првобитно се сумњало да је одговоран рабин, али се случај претвара у медијски циркус јер се открива поплава младих жртава, а сви трагови упућују на једног од њихових другова из разреда. Открива се да је један четрнаестогодишњак силоватељ, али је проглашен болесним због свакодневног излагања порнографији и минималног надзора од стране његовог самохраног оца. |              |                  |                   |                       |                      |           |                            |
| 197 | 14           | "Незамисливо"    | Крис Зала         | Дон ДеНун             | 22. јануар 2008.     | 0914      | 12.97                      |
| Када су оплођени ембриони нестали из банке сперме, провера снимка надзорние камере указује детективима на двоје екстремиста жељних публицитета. У међувремену, Оливија размишља о сопственим одлукама о плодности и мајчинству. |              |                  |                   |                       |                      |           |                            |
| 198 | 15           | "Тајни задатак"  | Дејвид Плат       | Марк Гофман           | 15. април 2008.      | 0915      | 13.27                      |
| Када је девојка у пубертету пронађена силована у друштвеном врту, Бенсонова и Стаблер откривају да је њена мајка у женском казнено-поправном заводу. Када су налази прегледа девојке због силовања нестали, детективи схватају да један од чувара у казнено-поправном заводу силује и мучи жене. Да би открила о коме се ради, детективка Бенсон иде на тајни задатак као затвореница и умало бива силована у подруму објекта. |              |                  |                   |                       |                      |           |                            |
| 199 | 16           | "Орман"          | Питер Лето        | Кен Сторер            | 22. април 2008.      | 0916      | 11.50                      |
| Када је међународни банкар пронађен убијен од стране приправника, сумња се окреће ка његовом дечку, професионалном фудбалеру који би могао да изгуби све ако истина о његовој сексуалности изађе на видело. Када је податак о његовом полном опредељењу процурео у штампу, упркос најбољим напорима његовог менаџера за публицитетт, Бенсонова је на удару критике унутрашње контроле због своје везе са новинаром. |              |                  |                   |                       |                      |           |                            |
| 200 | 17           | "Овлашћење"      | Дејвид Плат       | Нил Бир и Аманда Грин | 29. април 2008.      | 0917      | 12.06                      |
| Неко ко се представио као полицајац преко телефона рекао је руководиоцу ресторана брзе хране да претресе и веже запослену. Детективи ОСЖ-а откривају да је овај план смислио инжењер Мерит Рук како би убедио јавност да буде проницљивија и да се супротстави ауторитету. Након што је проглашен невиним, Рус привлачи велику пажњу штампе и користи прилику да отме Оливију Бенсон. Уз помоћ Руковог сарадника, Елиот је успео да сазна за трагичну прошлосту човека и да му уђе у траг. У очигледном талачком стању, Рук покушава да натера Елиота да нанесе бол Бенсоновој путем Милграмовог огледа. |              |                  |                   |                       |                      |           |                            |
| 201 | 18           | "Трговина"       | Питер Лето        | Џонатан Грин          | 6. мај 2008.         | 0918      | 10.44                      |
| Када је трудница пронађена силована и убијена у свом спаљеном поткровљу, екипа истражује породицу увозника кафе. Осумњичени су бројни, од вереника жене до његовог оца. Даља истрага открива уврнути љубавни четвороугао између жене, њеног вереника, оца, па чак и синовљевог заступник. |              |                  |                   |                       |                      |           |                            |
| 202 | 19           | "Нерешен случај" | Дејвид Плат       | Џудит Мекрери         | 13. мај 2008.        | 0919      | 10.83                      |
| ОСЖ је потресен када је више чланова одељења одлучно у намери да зауставе заверу подмићених полицајаца. Прогоњен случајем силовања и убиства од пре десет година, детектив Лејк се састаје са везом како би сазнао за нове доказе. На повратку се сукобио са двојицом полицајаца и убио једног од њих. Повређен, Лејк је пратио преживелу жртву силовања и убедио је да сведочи. Док се ово дешавало, одељење ОСЖ-а открило је да други стрелац ради за Екипу за привођење бегунаца. Бенсонова и Стаблер стижу таман на време да га спрече да убије Лејка, а Новакова наставља са суђењем стрелцу. Међутим, случај убрзо добија суноврат у судници, а Новакова скрива доказе у последњем покушају да добије осуђујућу пресуду. Елизабет Донели ју је обавестила да се суочава са осудом и можда удаљењем са дужности и да је окружни тужилац одбио прилику да поново подигне оптужницу. Честеру није преостало ништа друго осим да сам убије подмићеног полицајца што је довело до његовог хапшења. |              |                  |                   |                       |                      |           |                            |